# Zoila
Zoila is een geslacht van weekdieren uit de klasse van de Gastropoda (slakken).

## Soorten
- Zoila alabaster Mont & Lorenz, 2013
- Zoila campestris Darragh, 2011 †
- Zoila chathamensis (Cernohorsky, 1971) †
- Zoila decipiens (E. A. Smith, 1880)
- Zoila didymorhyncha Darragh, 2011 †
- Zoila dolichorhyncha Darragh, 2011 †
- Zoila eludens L. Raybaudi, 1991
- Zoila fodinata Darragh, 2011 †
- Zoila friendii (J.E. Gray, 1831)
- Zoila gigas (McCoy, 1867) †
- Zoila glomerabilis Darragh, 2011 †
- Zoila jeaniana (Cate, 1968)
- Zoila ketyana (L. Raybaudi, 1978)
- Zoila marginata (Gaskoin, 1849)
- Zoila mariellae L. Raybaudi, 1983
- Zoila mulderi (Tate, 1892) †
- Zoila orientalis L. Raybaudi, 1985
- Zoila perlae Lopez & Chiang, 1975
- Zoila platypyga (McCoy, 1876) †
- Zoila raywalkeri Lorenz, 2011
- Zoila rosselli Cotton, 1948
- Zoila thersites (Gaskoin, 1849)
- Zoila venusta (G. B. Sowerby I, 1847)
- Zoila viathomsoni Darragh, 2011 †